# Erika Hagelberg
Erika Hagelberg é uma geneticista evolutiva britânica e professora de biociências na Universidade de Oslo . Ela trabalha com DNA antigo e foi pioneira em um meio de extrair DNA de ossos. Sua pesquisa tem aplicações em biologia evolutiva e ciência forense.

## Educação e início de carreira
Aos 13 anos, o pai de Hagelberg escapou da Alemanha nazista para o Reino Unido no Kindertransport, em 1939. Hagelberg estudou bioquímica na Universidade de Londres e obteve seu diploma de bacharel em 1977. Ela se mudou para a Universidade de Cambridge para fazer doutorado, e obteve seu PhD em 1983. Tradicionalmente, o DNA só podia ser encontrado em tecidos moles, mas Hagelberg desenvolveu técnicas para recuperar pequenas quantidades de DNA de ossos. Uma vez que o DNA foi extraído, é possível usar a reação em cadeia da polimerase para determinar a sequência de nucleotídeos .

## Pesquisa
Hagelberg trabalha na análise de DNA antigo de ossos arqueológicos . Ela ingressou na Universidade de Oxford em 1987, onde trabalhou no Hospital John Radcliffe ao lado de Bryan Sykes e Robert EM Hedges . Em Oxford, Hagelberg colaborou com Alec Jeffreys nas aplicações do DNA ósseo na ciência forense. Jeffreys uma vez a descreveu como sendo capaz de “extrair DNA de uma pedra, praticamente”. Jeffreys e Hagelberg trabalharam na digitação de repetição em tandem simples . Seus primeiros trabalhos incluíram a análise de ossos do Mary Rose . Hagelberg identificou DNA de porco em um osso da perna das lojas de alimentos no Mary Rose .
Jeffreys e Hagelberg demonstraram que a análise de DNA poderia ser usada para identificar os restos mortais de uma vítima de assassinato. Infelizmente, o corpo ficou no solo por tanto tempo que se desintegrou. Eles não podiam usar a impressão digital convencional de DNA para analisar o DNA e tiveram que desenvolver técnicas mais sofisticadas. Na década de 1990, ela foi uma das primeiras pessoas a usar a análise de DNA ósseo para identificação forense. A técnica de extração de DNA de Hagelberg foi usada para identificar ossos encontrados no Brasil que se acreditava pertencentes a Josef Mengele. Com Jeffreys, Hagelberg extraiu o DNA de um esqueleto enterrado por vários anos e o comparou com o dos membros da família de Mengele. A descoberta deles encerrou um caso de crime de guerra que permaneceu aberto por meio século. Ela também participou da identificação dos restos mortais da família Romanov. Esse processo envolveu a análise de nove esqueletos, incluindo os da suposta czarina e três de suas filhas, e a comparação de seu DNA com o de descendentes vivos. Ela também usou DNA mitocondrial para estudar a migração de populações humanas. Ela também extraiu DNA de ossos de mamute.
Em 1998, Hagelberg deixou Cambridge e ingressou na Universidade de Otago, na Nova Zelândia . Lá ela continuou sua pesquisa sobre migrações humanas nas ilhas do Pacífico, examinando polimorfismos de DNA mitocondrial em ossos polinésios e melanésios para resolver opiniões conflitantes sobre os padrões migratórios. Ela também investigou as origens genéticas do povo das Ilhas Andaman. Ela descobriu que os andamaneses são geneticamente mais semelhantes aos asiáticos do que às populações africanas, prevendo que sejam descendentes das colônias paleolíticas no sudeste da Ásia . Hagelberg também escreveu sobre a evolução da linguagem e como a complexidade social está relacionada ao tamanho do cérebro. Ela está interessada em quão confiável é o DNA mitocondrial em estudos de evolução humana e filogenética .
Em 2002, Hagelberg ingressou na Universidade de Oslo. Hagelberg investiga como as definições de raça biológica são usadas por biólogos evolutivos. Seu trabalho foi abordado no The Guardian, The New York Times.
Ela publicou em vários livros, incluindo Oxford Companion to Archaeology and Life and Death in Asia Minor in Hellenistic, Roman and Byzantine Times: Studies in Archaeology and Bioarchaeology. Ela editou uma edição temática da Philosophical Transactions of the Royal Society on Ancient DNA .

### Livros
- Life and Death in Asia Minor in Helenistic, Roman, and Byzantine Times: Studies in Archaeology and Bioarchaeology, editado por J. Rasmus Brandt, Erika Hagelberg, Gro Bjørnstad e Sven Ahrens (Oxford: Oxbow Books, 2017)

### Artigos de revistas e capítulos de livros
- Gro Bjørnstad, Erika Hagelberg, 'Analysis of DNA in skeletal material from Hierapolis', Life and Death in Asia Minor from Hellenistic, Roman and Byzantine Times edited by J. Rasmus Brandt, Erika Hagelberg, Gro Bjørnstad, and Sven Ahrens (Oxford: Oxbow Books, 2017) pp. 219–27
- JR Brandt, S. Ahrens, CC Wenn, E. Hagelberg, G. Bjørnstad e outros, 'Liv og død i Hierapolis: Norske utgravninger i en hellenistisk-romersk-bysantinisk by i Lilleasia', Viking (Norsk archeologisk årbok) 79 (2016 ) pp. 193–220
- Erika Hagelberg, 'Genetic affinities of the Rapanui', Skeletal Biology of the Ancient Rapa Nui, editado por GW Gill e V. Stefan (Cambridge: Cambridge University Press, 2016) pp. 182–201
- JMB Motti, E. Hagelberg, J. Lindo, R. Malhi, CM Bravi, RA Guichón, 'Primer genoma mitochondrial en restos humanos de la costa de Santa Cruz, Argentina', Magallania (Chile) 43 (2015) pp. 119–31
- Chunxiang Li, Chang Ning, Erika Hagelberg, Hongjie Li, Yongbin Zhao, Wenying Li, Idelisi Abuduresule, Hong Zhu, Hui Zhou, 'Analysis of ancient human mitochondrial DNA from the Xiaohe cemetery: Insights into prehistoric population movements in the Tarim Basin, China ', BMC Genetics (2015)
- Erika Hagelberg, Michael Hofreiter e Christine Keyser, 'Ancient DNA: the First Three Decades', Philosophical Transactions of the Royal Society B: Biological Sciences (2015) pp. 1–6 https://doi.org/10.1098/rstb.2013.0371
- Erika Hagelberg et al., 'A Genetic Perspective on the Origins and Dispersal of the Austronesians: Mitochondrial DNA Variation from Madagascar to Easter Island', Past Human Migrations in East Asia: Matching Archaeology, Linguistics and Genetics, editado por Alicia Sanchez-Mazas et al. (Londres: Routledge, 2008)
- KWP Miller, JL Dawson, & E. Hagelberg, 'A Concordance of Nucleotide Substitutions in the First and Second Hypervariable Segments of the Human mtDNA Control Region', International Journal of Legal Medicine 109 (1996) pp. 107–13.